# Palacio de Justicia del Condado de Holt
El Palacio de Justicia del Condado de Holt (en inglés, Holt County Courthouse) es un edificio de gobierno situado en O'Neill, Nebraska (Estados Unidos). Desde 1990 figura en el Registro Nacional de Lugares Históricos. Está ubicado en la calle 4 Norte entre las calles E. Clay y Benton. Fue construido en 1936. 
El palacio de justicia se consideró importante por su arquitectura y su asociación histórica con la política y el gobierno local. Se consideró que era "un buen ejemplo de arquitectura pública en el condado" y un "buen ejemplo del tipo de propiedad de la ciudadela del condado". El palacio de justicia fue uno de los siete construidos por los programas de obras federales durante la Gran Depresión.

## Galería

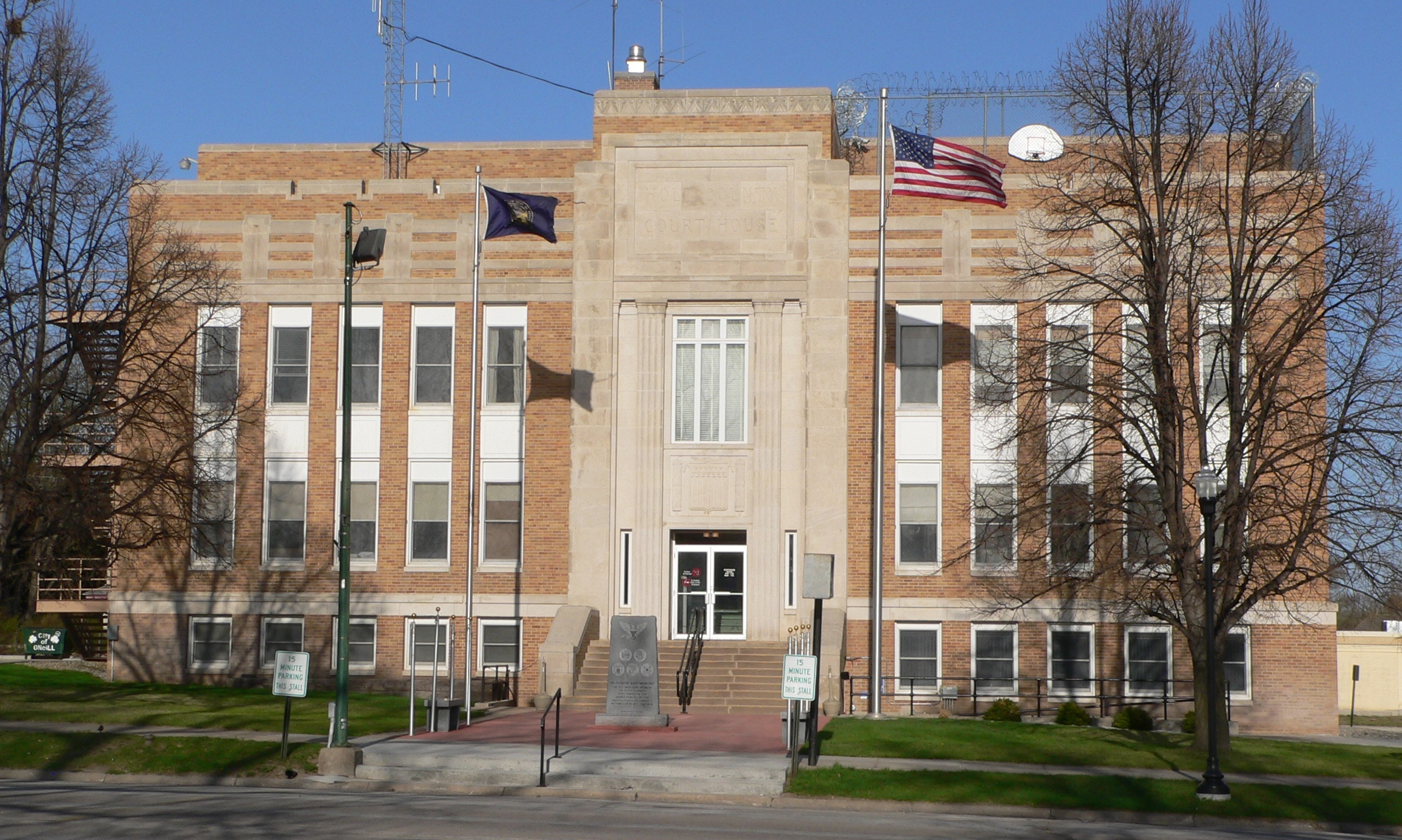
Fachada
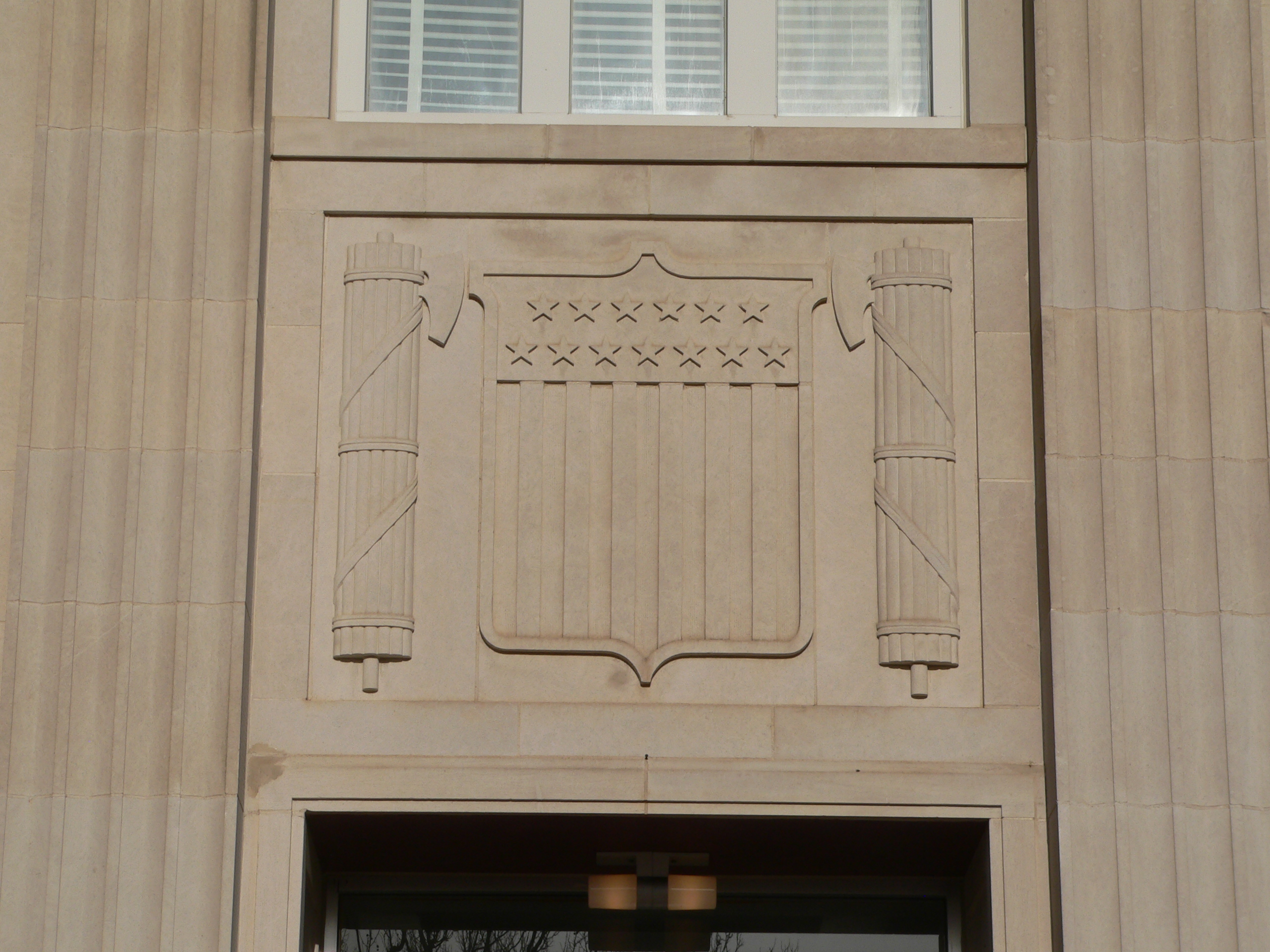
Altorrelieve
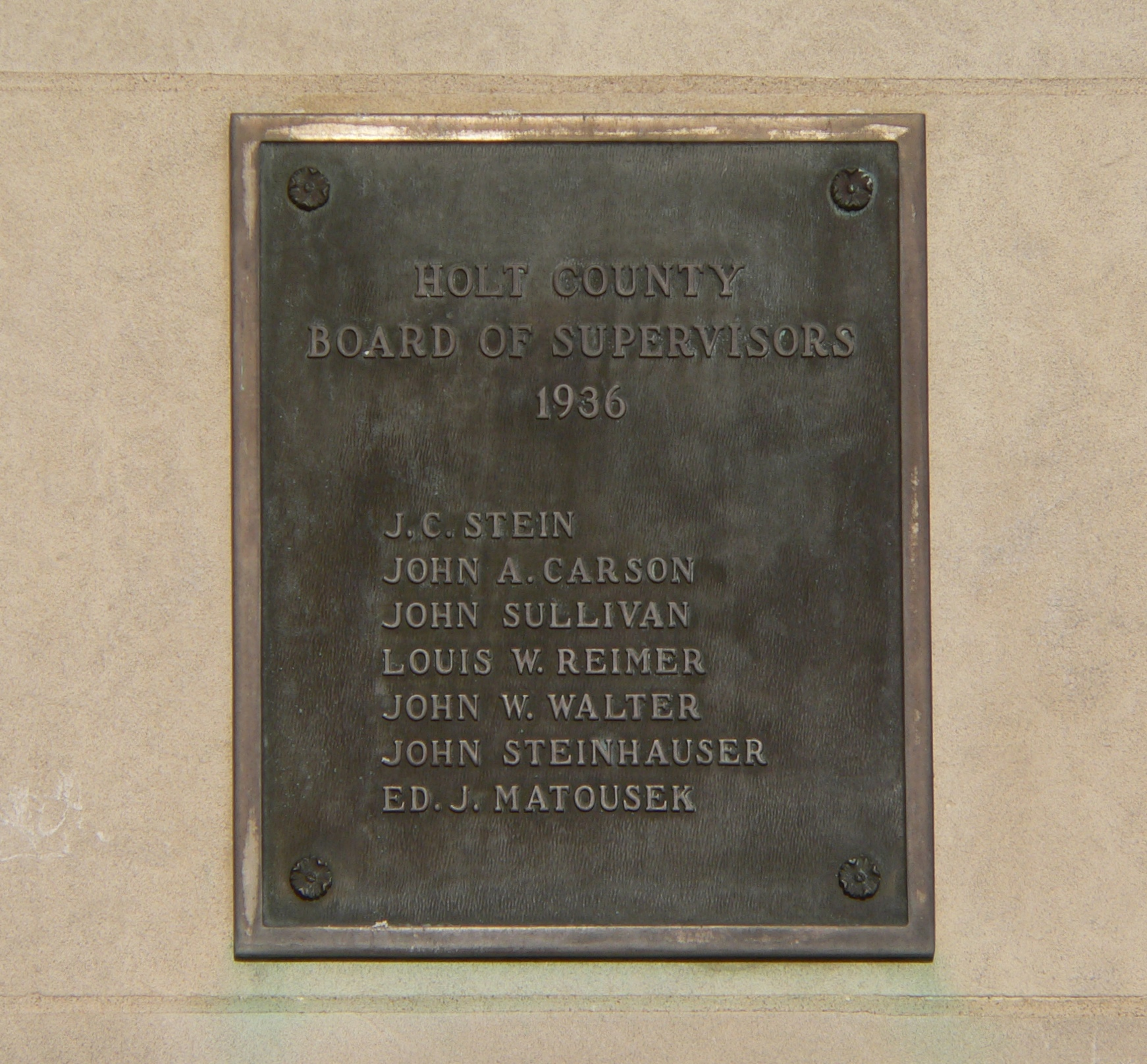
Placa conmemorativa
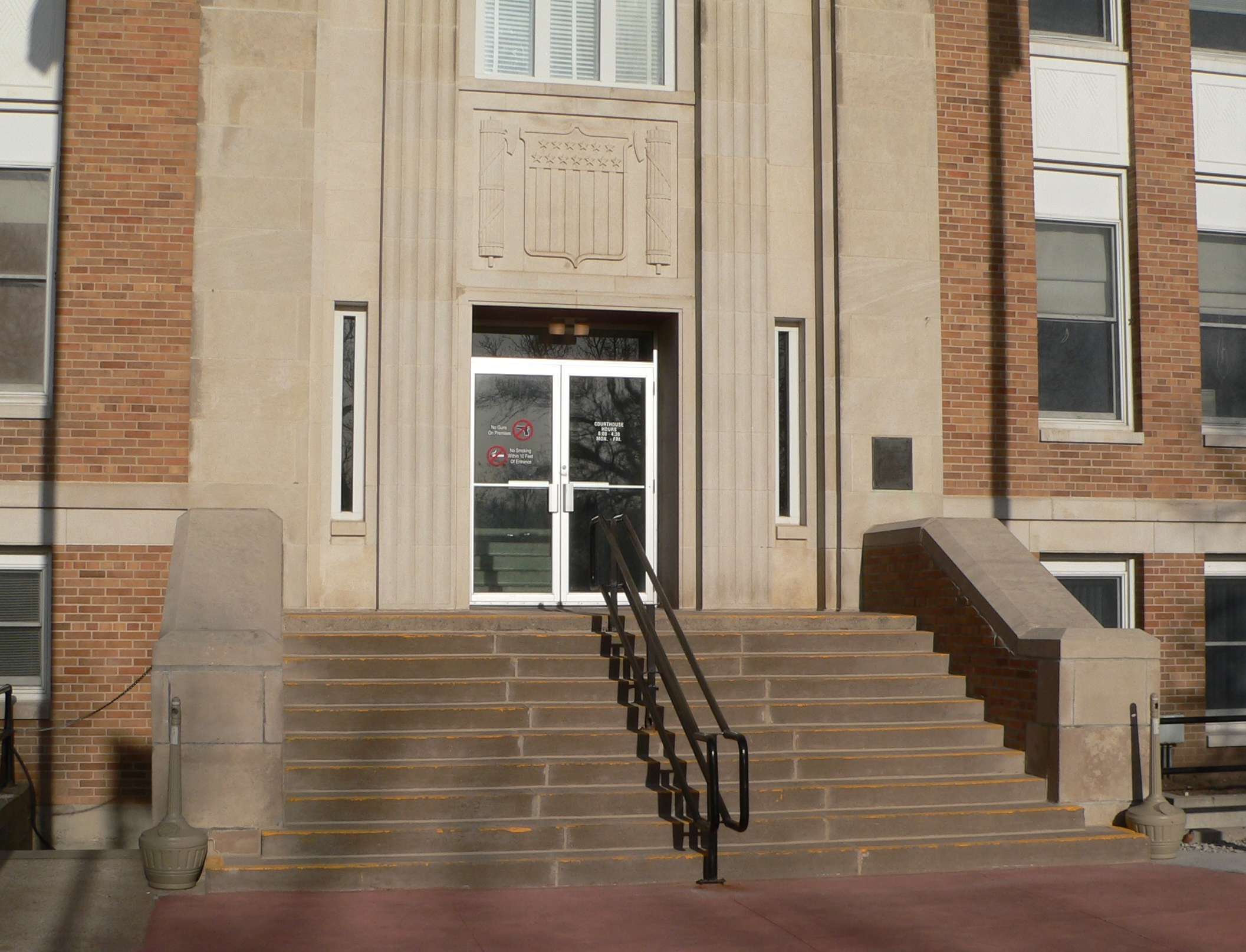
Escaleras de acceso
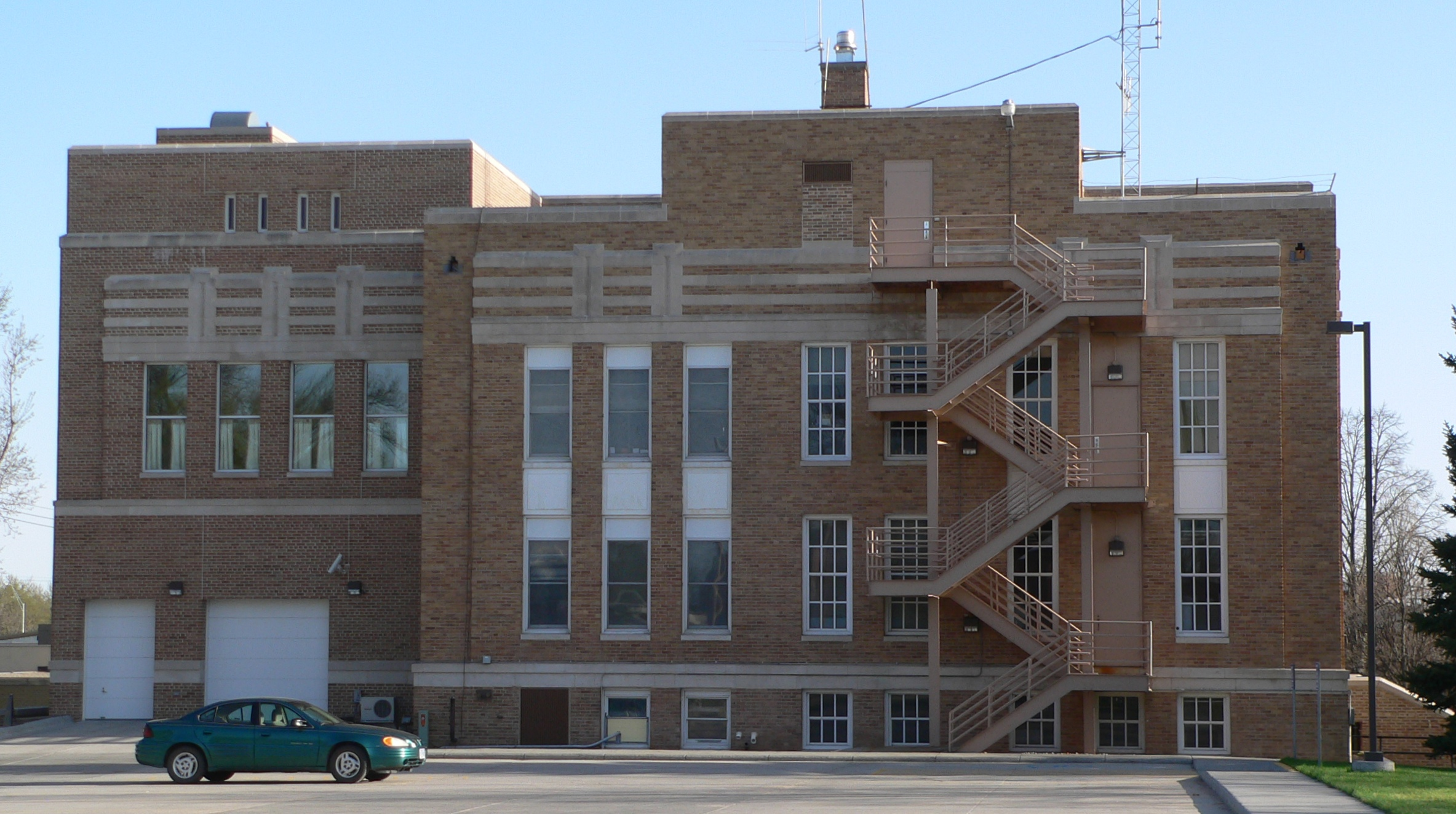
Vista lateral